# Шевчук, Руслан Николаевич
Руслан Николаевич Шевчук — украинский военнослужащий, полковник Вооружённых сил Украины, участник российско-украинской войны. С 21 января 2022 года — командир 93-й отдельной механизированной бригады «Холодный Яр». С 2023 года - командир 58-й отдельной мотопехотной бригады имени гетмана Ивана Выговского. Рыцарь ордена Богдана Хмельницкого II (2022) и III (2022) степеней.

## Биография
Зарекомендовал себя успешным выполнением задач в ходе многонациональных учений Combained Resolve XII на базе центра JMRC в Германии в 2019 году, когда механизированная рота бригады получила высокие оценки американских наблюдателей-инструкторов.
Два года служил заместителем командира 93-й отдельной механизированной бригады «Холодный Яр», а с 21 января 2022 года по 14 января 2023 являлся её командиром.
Командовал 93-ОМБр во время вторжения России в Украину, которая принимала участие в боях за Сумы, освобождении Тростянца, обороне Харькова, контрнаступления в Харьковской области и других сражениях.

## Награды
- Орден Богдана Хмельницкого II степени (20 июня 2022) — за личное мужество и самоотверженные действия, проявленные в защите государственного суверенитета и территориальной целостности Украины, за верность воинской присяге[4].
- Орден Богдана Хмельницкого III степени (11 мая 2022) — за личное мужество и самоотверженные действия, проявленные в защите государственного суверенитета и территориальной целостности Украины, за верность воинской присяге[5].